# Semana Mundial de la Sensibilización sobre la Sal
La Semana Mundial de la Sensibilización sobre la Sal se celebra en el mes de mayo desde 2007 y fue iniciada por la World Action on Salt, Sugar & Health (WASSH) en ese mismo año.

## Proclamación
La Semana Mundial de la Sensibilización sobre la Sal se inició en 2007por la WASSH, antes conocida como World Action on Salt and Health (WASH). La organización surgió en 2005 a partir de Consensus Action on Salt and Health (CASH), fundada en el Reino Unido en 2000. Esta evolución internacional tenía como objetivo combatir los problemas de salud pública asociados al consumo excesivo de sal que contribuye a enfermedades cardiovasculares y la hipertensión, presionar a la industria alimentaria para que reduzca su contenido en los productos manufacturados y promover hábitos más saludables en relación con el consumo de sal. WASSH trabaja en estrecha colaboración con la Organización Mundial de la Salud (OMS) para reducir el consumo de sal a nivel global.

## Celebración
Su celebración comenzó inicialmente en el mes de febrero y desde el 2011 pasó al mes de marzo. La campaña se expandió internacionalmente desde las acciones nacionales británicas, después de que WASH estableciera redes globales a partir de 2006. En cada edición, la campaña aborda temas específicos como la reformulación de productos alimenticios, la lectura de etiquetas nutricionales y la sensibilización de grupos vulnerables. Desde su primera celebración se han desarrollado actividades que incluyen seminarios, colaboraciones con gobiernos y campañas mediáticas para empoderar a la población en la toma de decisiones saludables respecto al consumo de sal.

## Temas
Temas de ámbito nacional en el Reino Unido, anteriores a 2007
- 2007: 29 de enero - 4 de febrero, Hidden Salt,[7] ('Sal oculta')
- 2008: 28 de enero - 3 de febrero, Salt and Children,[8] ('La sal y los niños')

- 2009: 2-8 de febrero, Salt and eating out,[9] ('Sal y comer fuera')
- 2010: 1-7 de febrero, Salt and your health,[10] ('Sal y tu salud')
- 2011: 21-27 de marzo, Salt and men's health,[11] ('Sal y la salud de los hombres')
- 2012: 26 de marzo - 1 de abril, Salt and stroke, ('Sal y accidente cerebrovascular')
- 2013: 11-17 de marzo, Less salt please!,[12] ('Menos sal por favor')
- 2014: 10-16 de marzo, Switch the Salt,[13] ('Reduce la sal')
- 2015: 16-22 de marzo, Salt & Children,[14] ('La sal y los niños')
- 2016: 29 de febrero - 6 de marzo, Hidden Salt,[15] ('Sal oculta')
- 2017: 20-26 de marzo, Salt: The Forgotten Killer,[16] ('Sal, el asesino olvidado')
- 2018: 12-18 de marzo, 6 Ways to 6 Grams,[17] (' 6 maneras para llegar a 6 gramos')
- 2019: 4-10 de marzo, Time for ACTION on salt!,[18] ('¡Es hora de ACTUAR sobre la sal!')
- 2020: 9-15 de marzo, Hide and Seek,[19] ('Jugar al escondite')
- 2021: 8-14 de marzo, More Flavour, Less Salt,[20] ('Más sabor, menos sal')
- 2022: 14-20 de marzo, Shake the salt habit,[21] ('Deja el hábito de la sal')
- 2023: 15-21 de marzo, Ditch the salt,[22] ('Elimina la sal')
- 2024: 13-19 de mayo, It's time to shine the spotlight on salt,[23] ('Es hora de poner el foco sobre la sal')